# Etnobotanika
Az etnobotanika elsősorban a néprajz tudományos feldolgozásával foglalkozó néprajztudomány (etnológia) és a növénytan (botanika) közös érdeklődési és kutatási területe. Többek között annak leírásával és feltárásával foglalkozik, hogy különféle növényeknek mi a szerepe és jelentősége egy népcsoport vagy egy társadalmi csoport életében, kultúrájában (például táplálkozásában, építkezésében, használati tárgyainak készítésében, műalkotásaiban, hiedelmeiben, vallási, gyógyítási és egyéb szokásaiban). A növényvilág az emberiség természetes környezetének részét képezte korábban és képezi jelenleg is, így a történelem során sokrétű kapcsolat alakult ki a növények és az emberek között, ennélfogva nem csak néprajzkutatók és botanikusok, hanem például orvosok, gyógyszerészek, antropológusok, nyelvészek is foglalkoznak etnobotanikával a saját tudományterületük szempontjából.
"Az alapvetően az emberrel és az őt körülvevő természetes környezettel, ezen belül is az ember és a növényvilág között kialakult sokrétű kapcsolattal foglalkozó tudományt az idők során különféle ismeretekkel rendelkező szakemberek (botanikusok, orvosok, néprajzkutatók, antropológusok stb.) művelték. A téma iránti érdeklődésükkel más és más kérdésekre kerestek választ, ennek megfelelően e diszciplina feladatát is eltérően határozták meg." (Babulka Péter)[forrás?]

## További információ
- Gunda Béla:  Borbás Vince és a magyar ethnobotanika.  Ethnographia,  LXXXII. évf.  1. sz. (1971)   1–13. o.
- Babulka Péter: A Kárpát-medence gyógynövénykincsei; Terc-Press, Bp., 2015